# Преброявания на населението в България
Тук са изложени данни от официални преброявания на населението в България.

### Към31 декември1880г.
Първо официално преброяване на населението в Княжество България.
- Общ брой на населението – 2 007 919 души, в т.ч.
  - мъже – 1 027 803 души,
  - жени – 980 116 души.

Виж Преброяване на населението в Княжество България (1880)

### Към 31 декември1887г.
Първо официално преброяване на населението в обединеното след Съединението с Източна Румелия Княжество България.
Общ брой на населението – 3 154 375 души, в т.ч.
- Диференциация по пол
  - мъже – 1 605 389 души (50,9 %),
  - жени – 1 548 986 души (49,1 %).
- Диференциация по населени места:
  - градско население – 593 547 (18,8 %), от които мъжете са 51,8 %,
  - селско население – 2 560 828 (81,2 %), от които мъжете са 50,7 %.

### Към 31 декември1892г.
Общ брой на населението – 3 310 713 души, в т.ч.
- Диференциация по пол
  - мъже – 1 690 626 души (51,1 %),
  - жени – 1 620 087 души (48,9 %).
- Диференциация по населени места:
  - градско население – 652 328 (19,7 %), от които мъжете са 52,3 %,
  - селско население – 2 658 385 (80,3 %), от които мъжете са 50,8 %.

### Към 31 декември1900г.
Общ брой на населението – 3 744 283 души, в т.ч.
- Диференциация по пол
  - мъже – 1 909 567 души (51 %),
  - жени – 1 834 716 души (49 %).
- Диференциация по населени места:
  - градско население – 742 435 (19,8 %), от които мъжете са 51,7 %,
  - селско население – 3 001 848 (80,2 %), от които мъжете са 50,8 %.

### Към 31 декември1905г.
Общ брой на населението – 4 035 575 души, в т.ч.
- Диференциация по пол
  - мъже – 2 057 092 души (51 %),
  - жени – 1 978 483 души (49 %).
- Диференциация по населени места:
  - градско население – 789 689 (19,7 %), от които мъжете са 51,9 %,
  - селско население – 3 245 886 (80,3 %), от които мъжете са 50,7 %.

### Към 31 декември1910г.
Общ брой на населението – 4 337 513 души, в т.ч.
- Диференциация по пол
  - мъже – 2 206 685 души (50,9 %),
  - жени – 2 130 828 души (49,1 %).
- Диференциация по населени места:
  - градско население – 829 522 (19,1 %), от които мъжете са 51,7 %,
  - селско население – 3 507 991 (80,9 %), от които мъжете са 50,5 %.

### Към 31 декември1920г.
Общ брой на населението – 4 846 971 души, в т.ч.
- Диференциация по пол
  - мъже – 2 420 784 души (49,9 %),
  - жени – 2 426 187 души (50,1 %).
- Диференциация по населени места:
  - градско население – 966 375 (19,9 %), от които мъжете са 51,4 %,
  - селско население – 3 880 596 (80,1 %), от които мъжете са 49,6 %.

Забележки:
1. През периода 1910 – 1920 г. България понася физическа загуба на население, както следва:
- Около 291 000 загинали във войните (Балканска война, Междусъюзническа война, Първата световна война), предимно в репродуктивна възраст;
- Около 276 000 жители на Южна Добруджа, които преминават в територията на Румъния, и още на Западните покрайнини, които преминават в Сърбия.

2. През периода 1910 – 1920 г. прирастът на население в България е както следва:
- Приема се, че загубвайки територии по време на Междусъюзническата и Първата световна войни към България се насочват около 350 000 бежанци. Знае се обаче, че голяма част от бежанците от Беломорска и Одринска Тракия се връщат по родните си места след първата вълна, след което отново имигрират в България към 1923 г.;
- България включва нови покрайнини, спечелени през Балканската и Първа световна войни – Пиринска Македония и части от Родопите и Тракия.

### Към 31 декември1926г.
Общ брой на населението – 5 528 741 души, в т.ч.
- Диференциация по пол
  - мъже – 2 743 025 души (49,6 %),
  - жени – 2 785 716 души (50,4 %).
- Диференциация по населени места:
  - градско население – 1 130 131 (20,4 %), от които мъжете са 50,9 %,
  - селско население – 4 348 610 (79,6 %), от които мъжете са 49,9 %.

### Към 31 декември1934г.
Общ брой на населението – 6 077 939 души, в т.ч.
- Диференциация по пол
  - мъже – 3 053 893 души (50,2 %),
  - жени – 3 024 046 души (49,8 %).
- Диференциация по населени места:
  - градско население – 1 302 551 (21,4 %), от които мъжете са 50,7 %,
  - селско население – 4 775 388 (78,6 %), от които мъжете са 50,1 %.

### Към 31 декември1946г.
Общ брой на населението – 7 029 349 души, в т.ч.
- Диференциация по пол
  - мъже – 3 516 774 души (50 %),
  - жени – 3 512 575 души (50 %).
- Диференциация по населени места:
  - градско население – 1 735 188 (24,7 %), от които мъжете са 51,2 %,
  - селско население – 5 294 161 (75,3 %), от които мъжете са 49,6 %.

Забележки:
- Южна Добруджа преминава на територията на България

### Към1 декември1956г.
Общ брой на населението – 7 629 254 души, в т.ч.
- Диференциация по пол
  - мъже – 3 799 356 души (49,9 %),
  - жени – 3 814 353 души (50,1 %).
- Диференциация по населени места:
  - градско население – 2 553 524 (33,6 %), от които мъжете са 49,9 %,
  - селско население – 5 075 730 (66,4 %), от които мъжете са 50,5 %.

### Към 1 декември1965г.
Общ брой на населението – 8 227 966 души, в т.ч.
- Диференциация по пол
  - мъже – 4 114 167 души (50 %),
  - жени – 4 113 699 души (50 %).
- Диференциация по населени места:
  - градско население – 3 822 824 (46,5 %), от които мъжете са 50 %,
  - селско население – 4 405 042 (53,5 %), от които мъжете са 50 %.

### Към 1 декември1975г.
Общ брой на населението – 8 727 771 души, в т.ч.
- Диференциация по пол
  - мъже – 4 357 820 души (49,9 %),
  - жени – 4 369 951 души (50,1 %).
- Диференциация по населени места:
  - градско население – 5 061 087 (58 %), от които мъжете са 49,7 %,
  - селско население – 3 666 684 (42 %), от които мъжете са 50,2 %.

### Към4 декември1985г.
Общ брой на населението – 8 948 649 души, в т.ч.
- Диференциация по пол
  - мъже – 4 433 302 души (49,5 %),
  - жени – 4 515 347 души (50,5 %).
- Диференциация по населени места:
  - градско население – 5 799 939 (64,8 %), от които мъжете са 49,2 %,
  - селско население – 3 148 710 (35,2 %), от които мъжете са 49,8 %.

### Към 4 декември1992г.
Общ брой на населението – 8 487 317 души, в т.ч.
- Диференциация по пол
  - мъже – 4 170 622 души (49,1 %),
  - жени – 4 316 695 души (50,9 %).
- Диференциация по населени места:
  - градско население – 5 704 552 (67,2 %), от които мъжете са 48,9 %,
  - селско население – 2 782 765 (32,8 %), от които мъжете са 49,5 %.

### Към1 март2001г.
Общ брой на населението – 7 932 984 души, в т.ч.
- Диференциация по пол
  - мъже – 3 862 465 души (48,7 %),
  - жени – 4 066 436 души (51,3 %).
- Диференциация по населени места:
  - градско население – 5 474 534 (69 %), от които мъжете са 48,4 %,
  - селско население – 2 454 367 (31 %), от които мъжете са 49,3 %.

### Към1 февруари2011г.
Общ брой на населението – 7 364 570 души, в т.ч.
- Диференциация по пол
  - мъже – 3 586 571 души (48,7 %),
  - жени – 3 777 999 души (51,3 %).
- Диференциация по населени места:
  - градско население – 5 339 001 (72,5 %),
  - селско население – 2 025 569 (27,5 %).

## Анализ
За оценка на естествения прираст следва да се приемат за базови периодите, когато България не участва във войни и няма засилени външни миграционни процеси.
Естественият прираст в България през такива периоди е, както следва:
- 1892 – 1910 г. – 17,2 ‰;
- 1946 – 1965 г. – 9 ‰;
- 1965 – 1985 г. – 4,3 ‰.

Първият период е период на укрепване на Третата българска държава, преобладаване на селското население в България и, като цяло, устойчиво развитие. Това, очевидно води до засилване на раждаемостта.
Вторият период е периода след Втората световна война, когато започва характерната за Европа урбанизация, но все още селското население преобладава над градското. В България започват да надделяват европейските тенденции за по-малко деца в семейството и раждаемостта спада. Въпреки повишената продължителност на живота, естественият прираст на населението е два пъти по-нисък в сравнение с началото на 20 век.
Третият период е период на засилената урбанизация в България, което обяснява силното снижаване на раждаемостта, въпреки удължената продължителност на живота. Като следствие от това естественият прираст на населението в България спада двукратно спрямо предшестващите 20 години.
Наред с измененията в естествения прираст на населението, настъпват значителни промени в структурата му по местоживеене.
Относителният дял на селското население непрекъснато намалява, за сметката на градското, което очевидно се дължи на миграционни процеси. Тези процеси не влияят на абсолютното нарастване на селското население до края на Втората световна война, след което следва период на непрекъснатото му намаляване. От началото на 60-те години, освен на миграционни процеси, това явление се дължи и на масовото обявяване на големите села за градове. В края на 60-те години населението, живеещо в селата, се изравнява по численост с населението, живеещо в градовете на България.